# Jacaranda micrantha
El jacarandá o caroba (Jacaranda micrantha)  es una especie de bignoniácea arbórea del género Jacaranda, sección Dilobos Endl. (1839). Es endémico de la mata atlántica del centro-este de América del Sur.

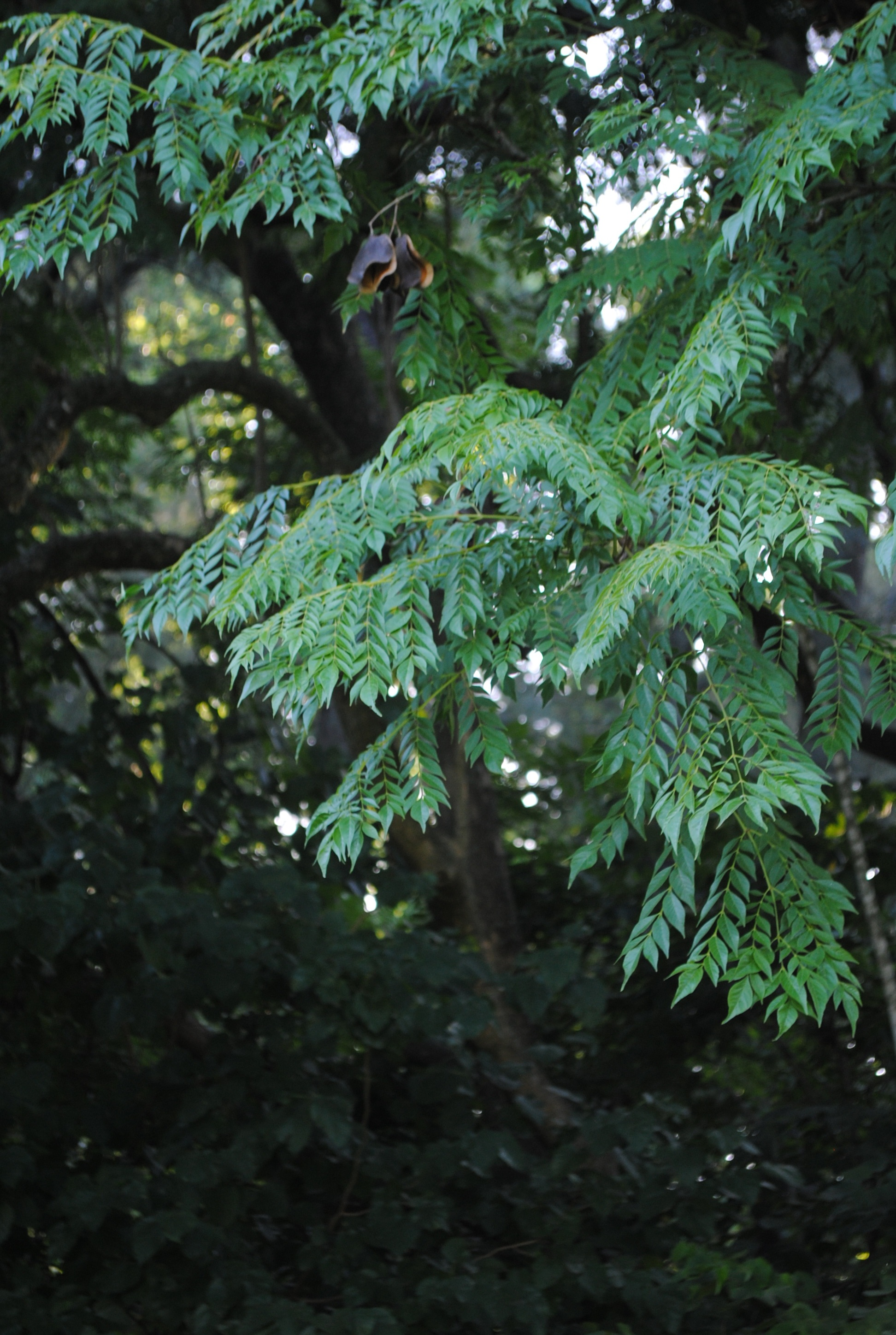
Jacaranda micrantha cultivado en el parque Villarino, en la localidad de Zavalla, provincia de Santa Fe, Argentina.

## Distribución y hábitat
Este árbol se distribuye en el este y sur del Brasil en los estados de: Pernambuco, Espírito Santo, Minas Gerais, Río de Janeiro, São Paulo, Mato Grosso del Sur, Paraná, Santa Catarina y Río Grande del Sur, en el este del Paraguay en los departamentos de: Alto Paraná, Canindeyú, Guairá, Itapúa y Paraguarí, y en el nordeste de la Argentina, en el sector de la mesopotamia de dicho país, en las provincias de Misiones y Corrientes. Habita en selvas subtropicales y tropicales en altitudes de entre 90 y 900 m s. n. m..
En razón de su notable floración lila es empleado como un árbol urbano.

## Descripción
Es una especie arbórea de alrededor de 20 m de altura, con un fuste recto de 45 cm de diámetro, corteza rugosa y hojas compuestas. Florece en primavera; su copa se cubre de flores de color lila-violácea. El fruto es una cápsula castaña, redondeada y achatada, que al madurar se seca y abre, liberando multitud de semillas aladas las que son dispersadas por el viento.

## Taxonomía
Este jacarandá fue descrito originalmente en 1832 por el botánico alemán Adelbert von Chamisso. El lectotipo fue designado por A. H. Gentry.